# Lakha Singh
Lakha Singh (ur. 10 kwietnia 1965) − indyjski bokser, olimpijczyk z Atlanty (1996).

## Kariera amatorska
W 1992 był uczestnikiem mistrzostw Azji. W ćwierćfinale kategorii półciężkiej pokonał go na punkty reprezentant Mongolii Damdingiin Zul. W 1993 został wicemistrzem igrzysk Azji Południowej w kategorii ciężkiej. W finale pokonał go Pakistańczyk Tauseef Tariq.
W 1994 zdobył rywalizował na igrzyskach azjatyckich, które rozgrywane były w japońskim mieście Hiroszima. Wraz z Wasilijem Żyrowem uplasował się na trzecim miejscu podium w kategorii półciężkiej. Na początku 1995 roku zwyciężył w turnieju Box Cup, gdzie rywalizował w kategorii ciężkiej. W październiku 1995 został wicemistrzem Azji w kategorii ciężkiej. W ćwierćfinale tych mistrzostw pokonał przez dyskwalifikację Koreańczyka Hyon Yoona-joona. W walce o finał zwyciężył Bahadira Sadikova, wygrywając z nim na punkty (13:7). W walce o złoty medal zmierzył się z reprezentantem gospodarzy Rusłanem Czagajewem, z którym przegrał wysoko na punkty (1:16). W grudniu 1995 został mistrzem igrzysk Azji Południowej w kategorii ciężkiej. W finale pokonał reprezentanta Bangladeszu Mohameda Allaouddina.
W 1996 wystartował na igrzyskach olimpijskich w Atlancie, rywalizując w kategorii ciężkiej (do 91 kg.). W pierwszej rundzie miał wolny los, więc bez walki awansował do 1/8 finału. W 1/8 finału zmierzył się z reprezentantem Polski Wojciechem Bartnikiem, przegrywając z nim wysoko na punkty (2:14).